# Carl Christian Agthe
Carl Christian Agthe   (Hettstedt, 16 de juny de 1762 - Ballenstedt, 27 de novembre de 1797) fou un organista i compositor alemany.
Procedent d'una família de músics, es va convertir el 1782 en organista i mestre de capella a la cort del príncep d'Anhalt-Bernbourg. El príncep Frederic d'Albert d'Anhalt-Bernbourg en fou el seu patrocinador. Després del trasllat de la cort a Ballenstedt, va seguir al príncep i va reprendre el seu antic càrrec. En aquest nou lloc, es va crear un teatre de cort el 1787. Agthe va ser llavors responsable de moltes obres que s'hi van muntar. Va treballar al teatre Ducal Court fins a la seva mort als 35 anys.
Agthe va ser un compositor prolífic. Les seves composicions inclouen principalment òperes, drames i lieder. Per a aquest últim, va escollir sobretot poemes d'importants poetes de la literatura clàssica alemanya. Part de les seves obres van ser destruïdes durant la Segona Guerra Mundial.
El seu fill Albrecht Agthe (1790-1873) va ser professor de música.

## Obres
Entre les seves composicions destaquen melodies, un ballet, sonates per a piano, lieder i òperes.
- Erwin und Elmire, canta un text de Johann Wolfgang von Goethe;
- Martin Velten, òpera còmica en tres actes, 1778;
- Philemon und Baucis, ballet-entreteniment;
- Der Barbier auf dem Lande, òpera còmica en tres actes, 1779;
- Die Spiegelritter, òpera en tres actes, 1795;
- Mehala, die Tochter Jephta, drama musical.

## Lieder
- Abgewelkt, des bangen Lebens müde, text de Ribbeck;
- Ach, mir ist das Herz so schwer, text de Stolberg
- Euch jungen Weiberchen, text de Philippine Gatterer;
- Hast du nicht Liebe zu gemessen, text de Gottfried August Bürger;
- Holder Mai, die Lämmer springen, text de Johann Wilhelm Ludwig Gleim;
- Ich sehe mit Schmerzen, text de Stolberg;
- Leb wohl, bis wir uns wiedersehn, text de Friedrich Schlegel
- Mir tut's so weh im Herzen, text de Gottfried August Bürger
- Nichts kann mir Freude (Das verliebte Mädchen), text de Philippine Gatterer;
- Schließe gütig meine Augenlider (An den Schlaf), text de Philippine Gatterer;
- Schon hat des nahen Frühlings Güte (Minna an ihren Geliebten), text de Philippine Gatterer;
- Schön ist's, wenn die braune Kluft (Selino und Alcinna), text de Philippine Gatterer;
- Trinklied im Mai, text de Ludwig Christoph Heinrich Hölty;
- Wann die Hochzeitsfackel lodert, text de Ludwig Andreas Gotter;
- Wie selig, barret de wer sein Liebchen, text de Gottfried August Bürger.